# Библиотекар
Библиотекар е професионалист, който обичайно работи в библиотека. Като правило, библиотекарите работят в обществените, научните и библиотеките към висшите и средните училища. Библиотекарят (понякога напичан информационен специалист) трябва да има умения като подреждане, достъп и оценка на книги, архивни депа и хранилища, съхранение и възстановяване на материалите, справочни услуги, подготовка на изложби и публикации. Към това се добавят специфични ИТ умения, свързани с потока и обработката на информация и предоставянето ѝ на отделни лица или организации. Някои теми, свързани с обучението на библиотекарите и останалия персонал включват: достъпност, придобиване на нови материали, инструменти за подреждане и намиране, търговия с книги, отчитане на физическите свойства на различните материали на носителите на информация и за писане, езиково разпространение, роля в образованието, процент на грамотност, бюджет, персонал, специални аудитории, модели на използване, роля на библиотеките в културното наследство на нацията и ролята на правителството, църквата или частните спонсори. От 60-те години на XX век с началото на компютризацията и цифровизацията също възникват специфични проблеми